# Furia (film 1936)
Furia (Fury) è un film del 1936 diretto da Fritz Lang.
È il suo primo film americano e forma insieme ai successivi Sono innocente e You and Me una sorta di trilogia d'argomento sociale.

## Trama
(Parole pronunciate, nella sequenza finale, da Joe davanti al Giudice dopo il verdetto di condanna dei responsabili del linciaggio. Dalla sceneggiatura del film.)
Chicago. Joe Wilson è un giovane operaio che deve lasciar partire la fidanzata Katherine per la lontana città dell'ovest Capitol City: lei ha trovato un lavoro d'insegnante pagato bene e i maggiori guadagni le serviranno per metter su casa e sposarsi con lui. La prima sequenza del film è il malinconico addio dei due fidanzati alla stazione.
Nell'anno in cui stanno lontani anche Joe migliora le sue condizioni economiche. Con i fratelli, Tom e Charlie, gestisce una stazione di servizio e riesce a comperarsi un'automobile con la quale decide di raggiungere Capitol City e sposare Katherine.
In viaggio nel mid-west Joe viene fermato ad un posto di blocco nei dintorni della cittadina di Strand. Il numero di serie di una banconota da cinque dollari e il sale delle noccioline di cui va pazzo lo collegano al sequestro di una bambina, avvenuto nella zona. La notizia si diffonde nella cittadina e di voce in voce diviene un rumore assordante. Gli indizi vengono trasformati in prove certe di colpevolezza e una folla ebbra di alcol e odio si reca alla prigione per fare giustizia sommaria. Lo sceriffo, cui, per motivi di convenienza politica, il governatore dello stato ha fatto mancare l'aiuto della Guardia nazionale deve soccombere e l'edificio viene dato alle fiamme.
La notizia della morte di Joe compare sui giornali insieme a quella della cattura dei veri responsabili del sequestro. Ma Joe non è morto. La dinamite lanciata contro la prigione ha ucciso la sua devota cagnetta, ma gli ha aperto un varco verso la salvezza. E, da persona ufficialmente morta, egli affida ai fratelli il compito di mettere in atto la sua vendetta, ottenendo la pena capitale per gli autori del tentativo di linciaggio.
Il processo assume una rilevanza nazionale per il numero di imputati (22), la diffusione della consuetudine alla giustizia sommaria negli USA (il procuratore distrettuale parla di 6010 tentativi in 45 anni) e la sostanziale impunità dei responsabili, assicurata dall'omertà delle comunità coinvolte. Ma la volontà di vendetta di Joe, che nell'oscurità orchestra il tutto, fornendo prove e testimoni della sua morte, ha la meglio, nonostante le resistenze dei fratelli complici e di Katherine che, nel frattempo, ha scoperto la verità.
Dopo la condanna, egli appare in aula, salvando gli imputati e riconquistando l'amore della donna amata.

## Produzione
Esule dal 1933, in Francia Lang aveva girato La leggenda di Liliom; nel 1934 parte per l'America con in tasca un contratto di un anno con la Metro Goldwyn Mayer.
Giunto negli stati Uniti, viaggia a lungo per il paese per impararne lingua, costumi, mentalità. Allo scadere dell'anno di contratto riceve una telefonata da Eddie Mannix, vicepresidente della MGM, che lo avvisa amichevolmente che la casa produttrice non è disposta a rinnovargli il contratto se non realizza almeno un film. Lang allora propone un soggetto e una sceneggiatura per il suo primo film a Hollywood. 

### Censure e imposizioni della produzione
Lang incontrò parecchie difficoltà ad adattarsi alle regole della produzione americana. Il produttore e futuro regista Joseph L. Mankiewicz, per la prima volta in veste di produttore per la MGM, eliminò alcune sequenze nelle quali la sentenza di condanna per gli autori del linciaggio, trasmessa dalla radio, veniva accolta con approvazione da alcuni afro-americani (i neri erano stati le principali vittime dei linciaggi).
Malgrado il successo ottenuto dal film, scaduto il contratto, Lang lasciò gli studi del MGM per la United Artists.

### Il finale
Gli fu imposto un finale con bacio. Lang racconta:
([[#CITEREFBogdanovich|Peter Bogdanovich, Il cinema secondo Fritz Lang]], p. 27)

### Soggetto
Il titolo originario del film era Mob Rule, (Il potere della folla), dall'omonimo titolo del libro di Norman Krasna, su un linciaggio realmente avvenuto a San Jose nel 1933.

### Cast
Lang racconta a Peter Bogdanovich che gli attori principali Spencer Tracy e Sylvia Sidney "...furono scelti dalla direzione senza nemmeno l'Ok di Mankiewicz perché quello era il suo primo incarico come produttore." Si racconta anche che i rapporti fra il regista e Spencer Tracy furono alquanto burrascosi.

## Distribuzione

### La prima
Il film uscì il 5 giugno 1936.

### Accoglienza
Il film ebbe molta popolarità ed ebbe profitti per 248 000 dollari.

### Critica
Il film fu recensito il 3 luglio 1936, dallo scrittore Graham Greene, che allora lavorava come critico cinematografico per il giornale The Spectator. Ecco cosa scrive:
(Graham Greene, The Spectator, 3 luglio 1936.)
Scrive Vicente Sanchez-Biosca:
(Vicente Sanchez-Biosca, Fury o come nacque John Doe, in Bertetto ed Eisenschitz, p. 201)

## Struttura del film
Il film si sviluppa in due parti:
- la prima parte è dominata dalla descrizione dell'isteria e della ferocia della folla che sfociano nel linciaggio e nell'incendio della prigione; ha un andamento "furioso", "...l'orchestrazione va in crescendo con l'intensità di una fuga" (Lotte Eisner).
- la seconda parte ha un ritmo più freddo: è dominata dall'odio, dal risentimento, dalla volontà di vendetta. Il protagonista vuole punire legalmente i responsabili del linciaggio ottenendo dal tribunale la loro condanna a morte.[1]

## Sequenze celebri

### La sequenza del barbiere
(Dalla sceneggiatura del film.)
Nel negozio del barbiere, un'amabile conversazione si svolge fra l'aiutante, due clienti e l'aiuto sceriffo. Discutono sui fatti del giorno, sulle notizie annunciate dalla radio e sull'impulso ad uccidere. Quando il barbiere confessa che spesso, tenendo il rasoio sulla gola di un cliente, è inspiegabilmente tentato di tagliarla, il cliente insaponato è sparito mentre la porta girevole ruota ancora sul cardine.

### La notizia dell'arresto
L'episodio offre al barbiere il pretesto di telefonare alla moglie, ma gli preme soprattutto raccontare che il presunto rapitore della bambina è stato arrestato: il segreto gli è stato spifferato dall'aiutante dello sceriffo, desideroso di darsi importanza e di difendere l'onore di poliziotti accusati di giocare a carte anziché arrestare i colpevoli. Arricchita di volta in volta di particolari fantasiosi, dalla cucina dei vicini di casa alla drogheria, la notizia corre di bocca in bocca, in un passa-parola che Lang accosta alla caricaturale inquadratura di galline pigolanti. I critici vi hanno visto una citazione dei pettegolezzi in cortile de L'ultima risata di Murnau. Dalla bocca delle donne la notizia passa a quella degli uomini che si incontrano in luoghi pubblici. Pregiudizi e violenza repressa si condensano in commenti sempre più minacciosi: quella che all'inizio appariva come una innocua curiosità, un pittoresco pettegolare si trasforma man mano in una irrefrenabile volontà di giustizia sommaria.

### L'assalto alla prigione
Vicente Sanchez-Biosca così la descrive:
(Vicente Sanchez-Biosca, Fury o come nacque John Doe, in Bertetto ed Eisenschitz, p. 204)

### Il ritorno di Joe
La descrizione di Lotte Eisner:
(Lotte H. Eisner, Fritz Lang, p. 146)

## Riconoscimenti
- Il film ha ottenuto la candidatura per l'Oscar alla migliore sceneggiatura.
- Nel 1936 è stato indicato tra i migliori dieci film dell'anno dal National Board of Review of Motion Pictures.
- Nel 1995 è stato scelto per la conservazione nel National Film Registry della Biblioteca del Congresso degli Stati Uniti.[7]